# Cañón de Somoto
Der Cañón de Somoto (auch Somoto Canyon) ist ein Zufluss des Rio Coco in der Nähe der Stadt Somoto im Norden Nicaraguas. Er wurde erst im Jahr 2004 gemeinsam von einer Gruppe nicaraguanischer und tschechischer Wissenschaftler entdeckt.